# Городниця
Городниця — селище в Україні, адміністративний центр Городницької селищної територіальної громади Звягельського району Житомирської області. Чисельність населення становить 5 604 особи (2001). В минулому — центр Городницької волості, у 1926—57 роках — районний центр, у 1923—38 роках — адміністративний центр колишньої однойменної сільської ради, у 1926—2016 роках — адміністративний центр однойменної селищної ради. До 1938 року — містечко, у 1938—2024 роках — селище міського типу.

## Загальна інформація
Розташоване на берегах річки Случ, за 40 км від районного центру м. Звягеля, за 39 км від залізничної станції Звягель I, за 125 км від обласного центру м. Житомира. Має автобусне сполучення з містами Звягель, Житомир, Київ. Площа — 6,6 кв. км. Корисні копалини: шкляні піски, торф, каолін. У віданні Городницького держлісгоспу перебувають Городницький заказник та пам'ятка садово-паркового мистецтва Городницький парк.

## Населення
За довідником 1885 року в містечку мешкало 648 осіб, налічувалося 46 дворових господарств.
Відповідно до результатів перепису населення Російської імперії 1897 року, загальна кількість мешканців становила 2 314 осіб, з них: православних — 916, юдеїв — 1 310, чоловіків — 1 162, жінок — 1 152.
Наприкінці 19 століття в містечку налічувалося 2 179 осіб, дворів — 233, у 1906 році — 927 мешканців, дворів — 283, у 1911 році — 1 267 жителів, у 1923 році — 2 066 мешканців, дворів — 339, у 1924 році — 1 886 осіб (з перевагою населення єврейської національности), дворів — 260.
За даними перепису населення СРСР 1939 року чисельність населення становила 5 125 осіб, з них українців — 3 268, росіян — 329, німців — 38, євреїв — 1 212, поляків — 222, інших — 56.
На початок 1970-х років в селі було 1 342 двори із населенням 5 700 осіб.
Відповідно до результатів перепису населення СРСР, кількість населення станом на 12 січня 1989 року становила 5 864 особи. Станом на 5 грудня 2001 року, відповідно до перепису населення України, кількість мешканців села становила 5 604 особи.

### Мова
Розподіл населення за рідною мовою за даними перепису 2001 року:
| Мова       | Кількість | Відсоток |
| ---------- | --------- | -------- |
| українська | 1600      | 99.81 %  |
| російська  | 2         | 0.13 %   |
| польська   | 1         | 0.06 %   |
| Усього     | 1603      | 100 %    |

## Історія
Поблизу поселення знайдено кам'яні знаряддя доби бронзи. Засноване у 14 столітті, село Луцького домініканського монастиря. За переказами, назва походить від слова «городити» — на території сучасного поселення була фортеця, яка захищала від нападників. З назв урочищ можна довідатися, що Городниця була старим і досить великим поселенням, про що свідчать назви: Крамниці, Каплиця, Дворище, Церква і т. ін. Як переказують, старе місто Городниця було знищене та спалене якимось козаком, що з великим військом прийшов із-за Случі. Над Случчю був мурований замок на високій горі, довкола оточений водою. За легендою, із замкової вежі було видно подібну вежу на Габківському замку, за 25 верст. В лісах навколо Городниці росло багато азалії, яка мала бути занесена сюди татарами з Криму. З півдня на північ маєтку простягалася пряма дорога (з Піщева до Олевська), називана правим шляхом і ніби прокладена татарами. Під час татарських нападів жителі переховувалися у Великдень в чагарниках і болотах, вже осушених, біля села Шопи, назвавши згодом те урочище «Свята Лоза».
Історія Городниці тісно пов'язана з історією Корця, входила до складу корецького маєтку. У 1628 році волинський каштелян князь Кароль Корецький вносив з Городниці від 20 «димів», 10 вуличних, 10 убогих, 4 ремісників і 1 попа. У 1651 році рід Корецьких вигас і власність над маєтком перейшла до князів Чарторийських, а згодом Городницю отримав представник роду Любомирських. Згадується в акті від 8 листопада 1658 року — сусіди власника Городниці дворянина Олександра Вержбовського свідчили про спустошення маєтку козацьким полковником Макухою під час відсутності там поміщика. У 1685 році власником (орендарем) також був Олександр Вержбовський. У 1799 році засновано порцеляновий завод. У 1856 році маєток викупив Вацлав Руліковський.

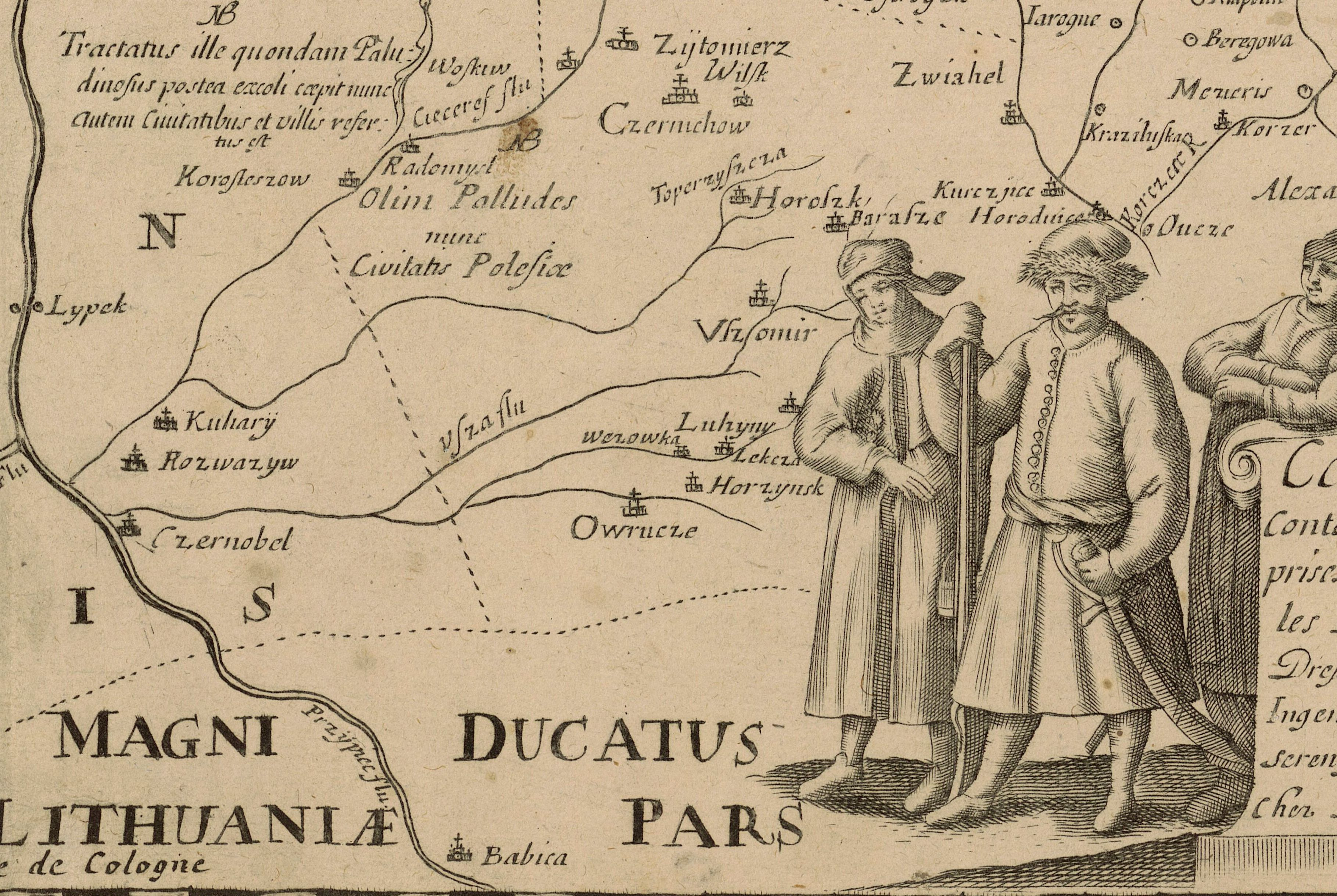
Городниця на мапі Боплана, 1648 рік

В другій половині 19 століття — місто, центр Городницької волості Новоград-Волинського (Звягельського) повіту Волинської губернії. Розміщувалося за 110 верст від Житомира, за 35 верст від Звягеля, за 60 верст від Славути, за 25 верст від поштової станції у Корці, за 20 верст від Брест-Литовського шосе. Резиденція власника городницького ключа. Мешканці міста були православними, католиками та юдеями. У 1877 році налічувалося до 1 500 душ міщан обох статей, у всьому маєтку було 4 тис. десятин землі, населенню належало 5 тис. голів худоби, яку випасали в двірських лісах за оплату. Жителі працювали на фабриках та бендюгах. Ріллі двірської було 6 тис. моргів. В гарній місцині, на березі річки Криваль, яка впадає до Случі, розміщувалася мурована католицька каплиця, збудована на початку 19 століття князями Любомирськими і реконструйована у 1874 році Вацлавом Руліковським. Була також православна церква, на високій горі над Случчю, мала дуже мальовничий вигляд. Єврейська синагога була в середмісті. Була фабрика порцелянових виробів, кам'яного посуду, перенесена до Городниці з Корця на початку 19 століття, після пожежі. У 1860 і 1876 роках фабрику розширено, фабрикантів запрошували із Франції та Чехії. На цій фабриці до 1877 року працювало 350 робітників, а річний дохід з проданого товару становив 150 тисяч рублів. Фабрика ця була зроблена на взірець закордонних, було там 2 порцелянові печі і 5 фаянсових. Відповідну глину до фаянсових виробів видобували в Городниці, а порцелянову привозили з села Дубрівки. При самій річці Случ був млин для перемелювання керамічних матеріалів. На річці Случ було шість портів (бендюг): Крутаха, Чайка, Лучиці, Свята лоза, П'явки, Шопи, через які сплавляли дерево вартості кілька мільйонів і де було задіяно кілька тисяч робітників. Городницькі ліси були багаті на таку звірину як лосі, кози, глушці, тетереви, вовки, рисі, а в 1874 році був навіть ведмідь. З них лосі, зазвичай, трималися на величезному болоті (1600 дес.) Гало. Шар торфу в деяких місцях сягав від 2 до 4 метрів.
За довідником 1885 року — колишнє поміщицьке містечко, волосний центр Городницької волості Новоград-Волинського повіту Волинської губернії. Лежало на річці Случ, за 35 верст від повітового міста. Були церковна парафія, костел, єврейський дім молитви, водяний млин, порцелянова фабрика.
Наприкінці 19 століття — містечко, волосний центр Городницької волості Новоград-Волинського повіту Волинської губернії. Лежало на річці Случ, при дорозі з Новограда-Волинського до Пінська, за 150 верст від Житомира, за 40 верст від Новограда-Волинського, за 25 верст від найближчої поштової станції в Корці, за 70 верст від залізничної станції Славута. Діяли фарфорово-порцелянова фабрика, три смоляний заводи, гута, була волосна управа. Восени в неділю відбувалися базари. Дерев'яну покриту бляхою церкву, з такою ж дзвіницею, збудовано у 1774 році за кошти вірян; у 1862 та 1881 роках реконструйована. Входила до 1-го благочинного округу Новоград-Волинського повіту. При церкві близько 43 десятин землі. До парафії належали села Лучиці (за 3 версти), Дубники (10 верст) та Березники (20 верст). Дворів 311, вірян — 2 396 осіб обох статей, римокатоликів — 280 осіб, євреїв — 929. Сусідні парафії: Сторожів (8 верст), Курчиця (12 верст). Після Руліковських Городницею володів Боссе, потім — Шимон Ґіжицький, якому у Городниці та Лучиці належало 18 470 десятин, з них 11 650 десятин лісу.
У 1906 році — містечко Городницької волості (2-го стану) Новоград-Волинського повіту Волинської губернії. Відстань до повітового центру м. Новоград-Волинський становила 40 верст. Поштове відділення — міст. Городниця.
За переписом 1911 року у містечку було волосне правління, міщанська управа, пошта, телеграф, земська поштова станція, двокласова школа, земська лікарня, акушерка, аптека, 31 крамниця, горілчана крамниця, 2 лікарні, водяний млин (30 тис. пудів річної продукції), 2 ресторани, фабрика порцелянових виробів (178 тис. одиниць річної продукції) і 8 ярмарків щорічно. До великої земельної власності Гіжицького належало 17 тис. десятин.
У 1923 році увійшло до складу новоствореної Городницької сільської ради, яка 7 березня 1923 року включена до складу новоутвореного Городницького району Житомирської округи; адміністративний центр сільської ради та району. 24 лютого 1926 року, відповідно до постанови ВУЦВК «Про встановлення точного реєстру селищних рад в залюднених пунктах з переважним єврейським населенням на терені Української Соціялістичної Радянської Республіки», в містечку утворено Городницьку єврейську селищну раду. Цю постанову введено в дію наказом Коростенського ОВК № 34 3 березня 1926 року. 10 грудня 1938 року, відповідно до постанови Житомирського обласного організаційного комітету «Про реалізацію Указу Президії Верховної Ради УРСР…», віднесене до категорії селищ міського типу з утворенням селищної ради. У 1937—38 роках жителі зазнали сталінських репресій.
На фронтах Другої світової війни воювало 630 жителів селища, 320 з них нагороджені орденами й медалями, 280 загинули. На їх честь у 1970 році встановлено пам'ятник.
28 листопада 1957 року, в складі селищної ради, передане до Ємільчинського району, 15 вересня 1958 року — до складу Новоград-Волинського району Житомирської області.
В радянські часи в селищі діяли Городницький порцеляновий завод, заснований у 1799 році, лісгоспзаг, лісозавод, бригада колгоспу із центральною садибою у с. Лучиця. 210 осіб нагороджено орденами й медалями СРСР, серед них робітницю лісозаводу В. І. Міськову — орденом Леніна, живописця М. С. Калініна — орденом Жовтневої Революції. У селі були середня та дві восьмирічні школи, середня вечірня школа, будинок культури, два кінотеатри, бібліотека, стадіон, водна станція, краєзнавчий музей, лікарня, поліклініка, санстанція, аптека, 10 магазинів.
На початку 21 століття в селищі було два дитсадки, загальноосвітня школа, філіал дитячої музичної школи, селищна лікарня, аптека, три бібліотеки, будинок культури, відділення ДЮСШ, радіовузол, музей фарфорових виробів, краєзнавчий музей, відділення ощадбанку.
5 серпня 2016 року увійшло до складу новоутвореної Городницької селищної територіальної громади Новоград-Волинського (згодом — Звягельський) району Житомирської області.
У серпні 2020 року на території селища знайшли так званий Городницький скарб, що містив 38 срібних монет часів Володимира Великого та Святополка Окаянного.
26 січня 2024 року, відповідно до Закону України «Про порядок вирішення окремих питань адміністративно-територіального устрою України» від 28 липня 2023 року, віднесене до категорії селищ.

## Відомі люди
- Аврамчук Євген Матвійович (нар.1934) — артист балету, заслужений артист України.
- Бері Борох (1867—1940) — майстер розпису на порцеляні та фаянсі.
- Литвинчук Сергій Анатолійович (1985—2022) — молодший сержант Збройних Сил України, учасник російсько-української війни, що загинув у ході російського вторгнення в Україну в 2022 році.
- Нємець Костянтин Аркадійович (1948—2021) — український вчений — гідрогеолог і географ. Доктор географічних наук, професор
- Степанюк Володимир Миколайович (1921—2009)  — повний кавалер ордена Слави.
- Чернишевський Євгеній Іванович (1907—1987) — бандурист, організатор Городницької чоловічої капели бандуристів.
- Юзвінський Вадим Володимирович (1974—2014) — старшина Збройних сил України, учасник російсько-української війни.